# 1873 na literatura

## Nascimentos
| Data          | Nome                    | Profissão | Nacionalidade | Observações | Ref |
| ------------- | ----------------------- | --------- | ------------- | ----------- | --- |
| 20 de Janeiro | Johannes Vilhelm Jensen | escritor  | Dinamarca     | m. 1950     |     |

## Mortes
| Data      | Nome             | Profissão             | Nacionalidade | Observações | Ref |
| --------- | ---------------- | --------------------- | ------------- | ----------- | --- |
| 8 de Maio | John Stuart Mill | filósofo e economista | Inglaterra    | n. 1806     |     |